# Roskilde

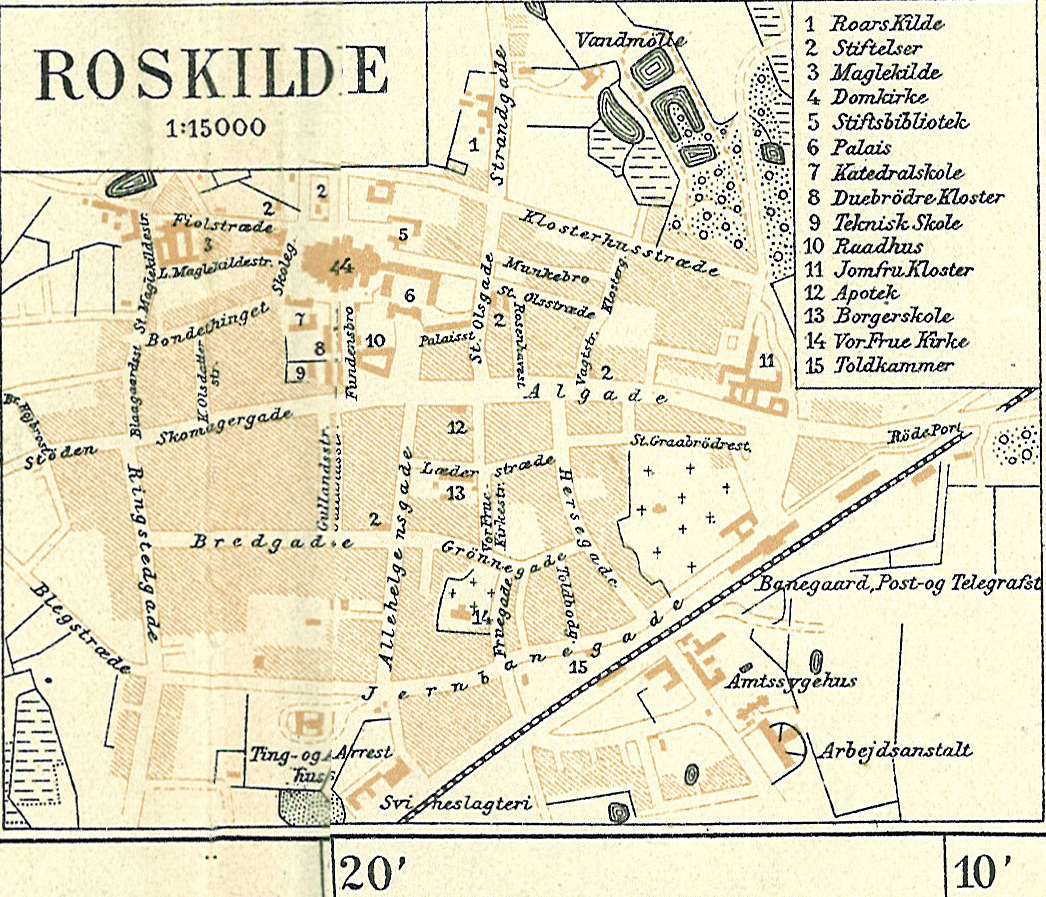
Plan Roskilde z ok. 1900 r.: nr. 4 oznaczono katedrę

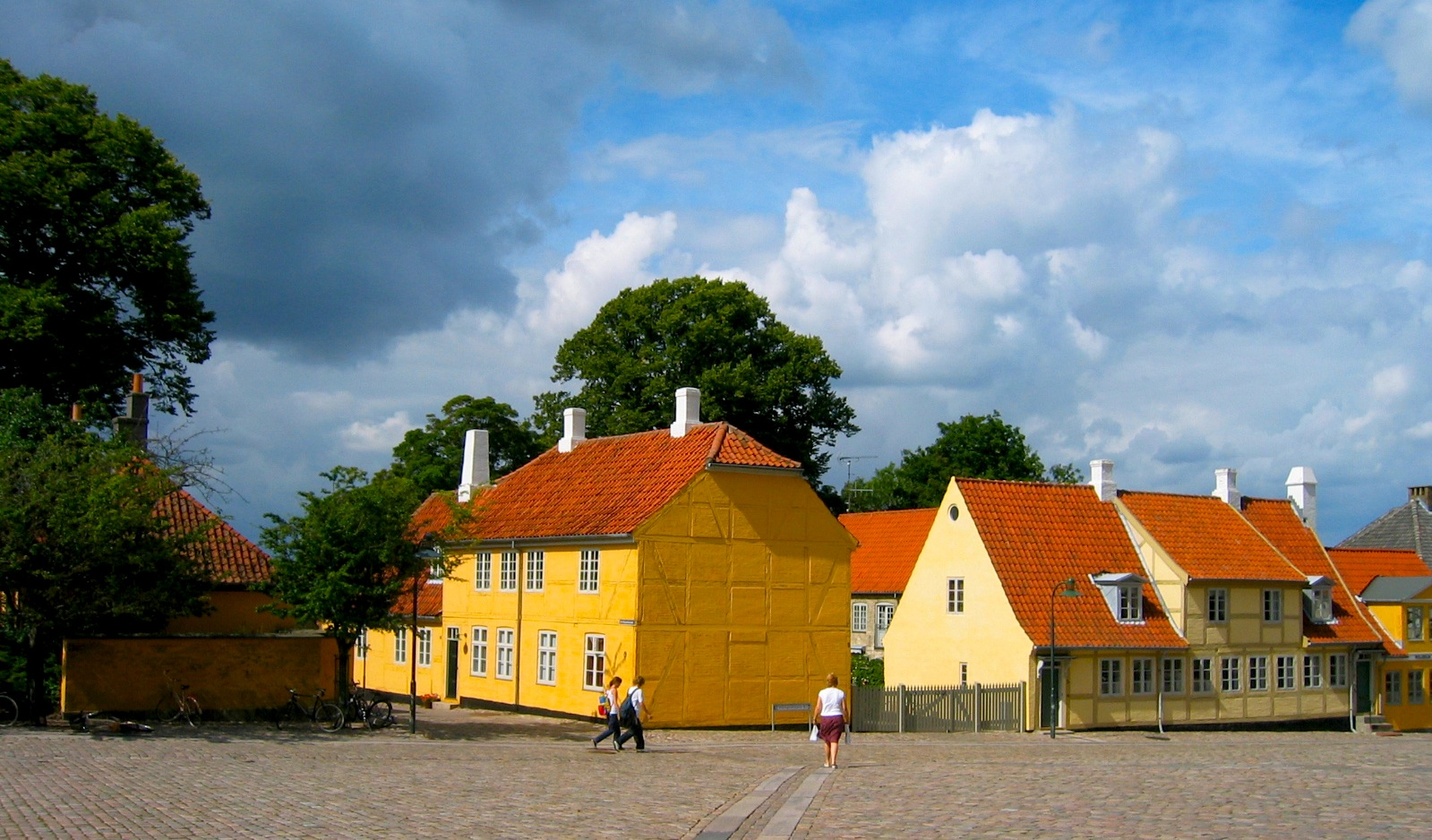
Stare miasto

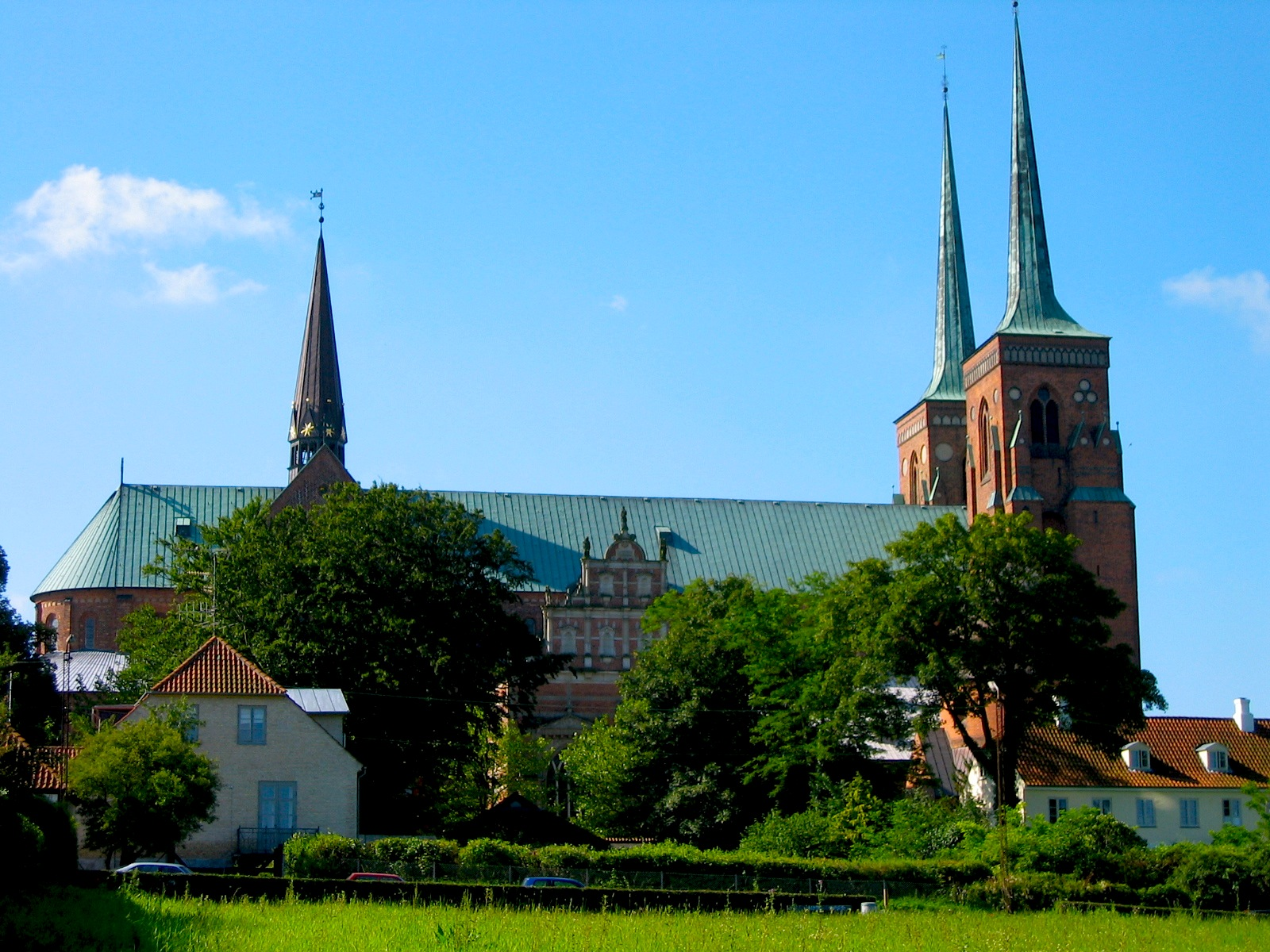
Katedra od północy

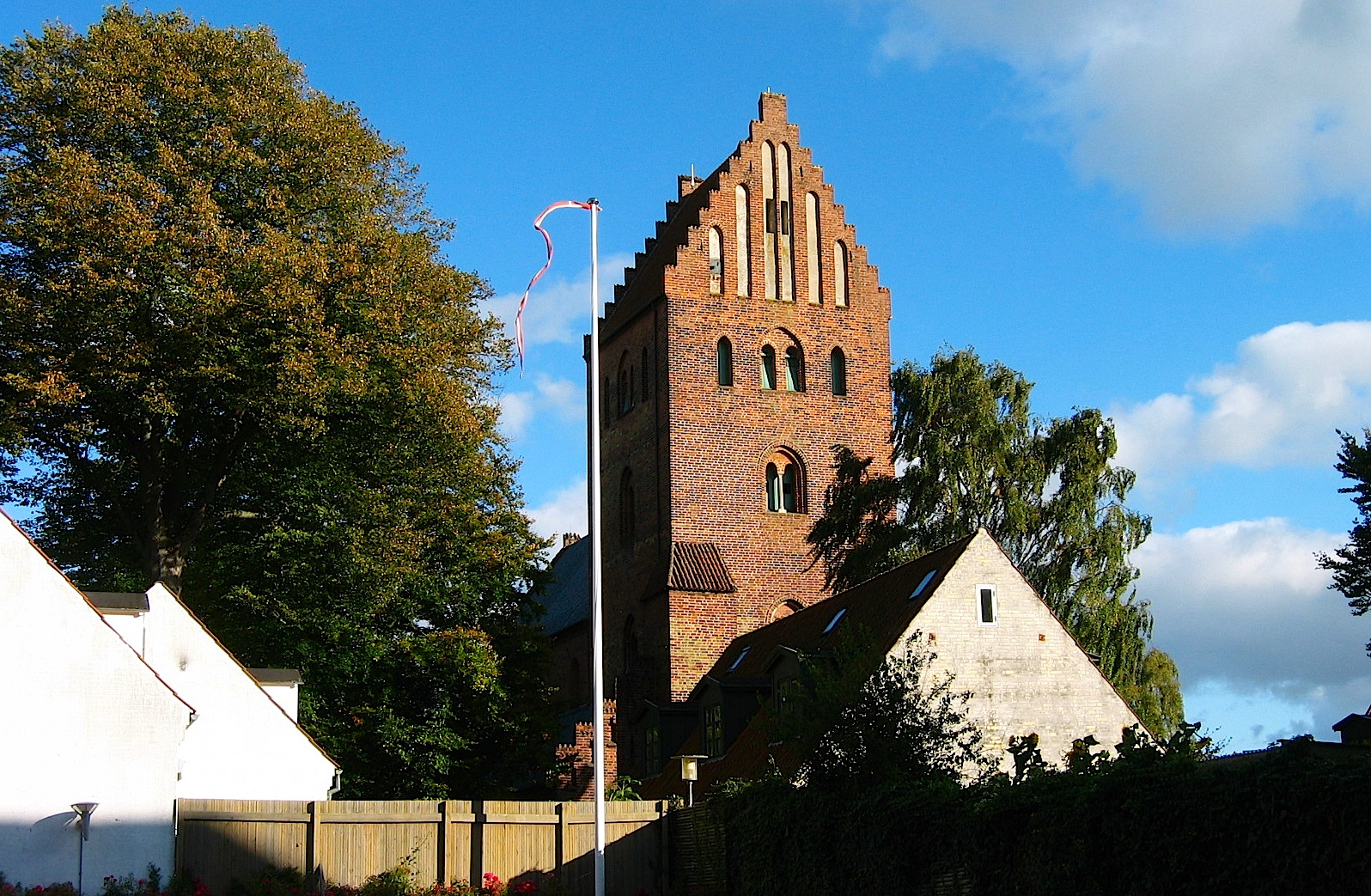
Kościół NMP

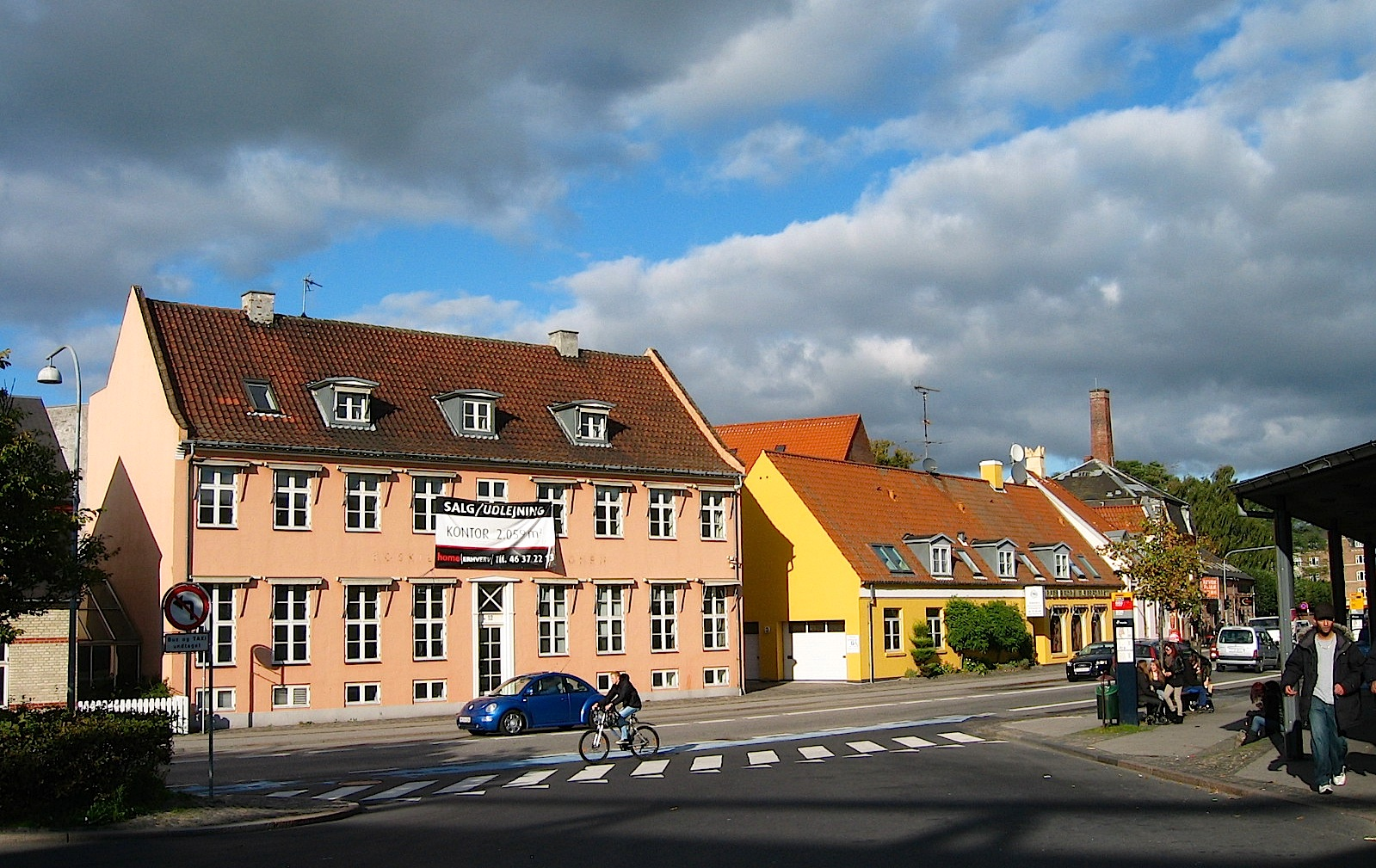
Fragment miasta

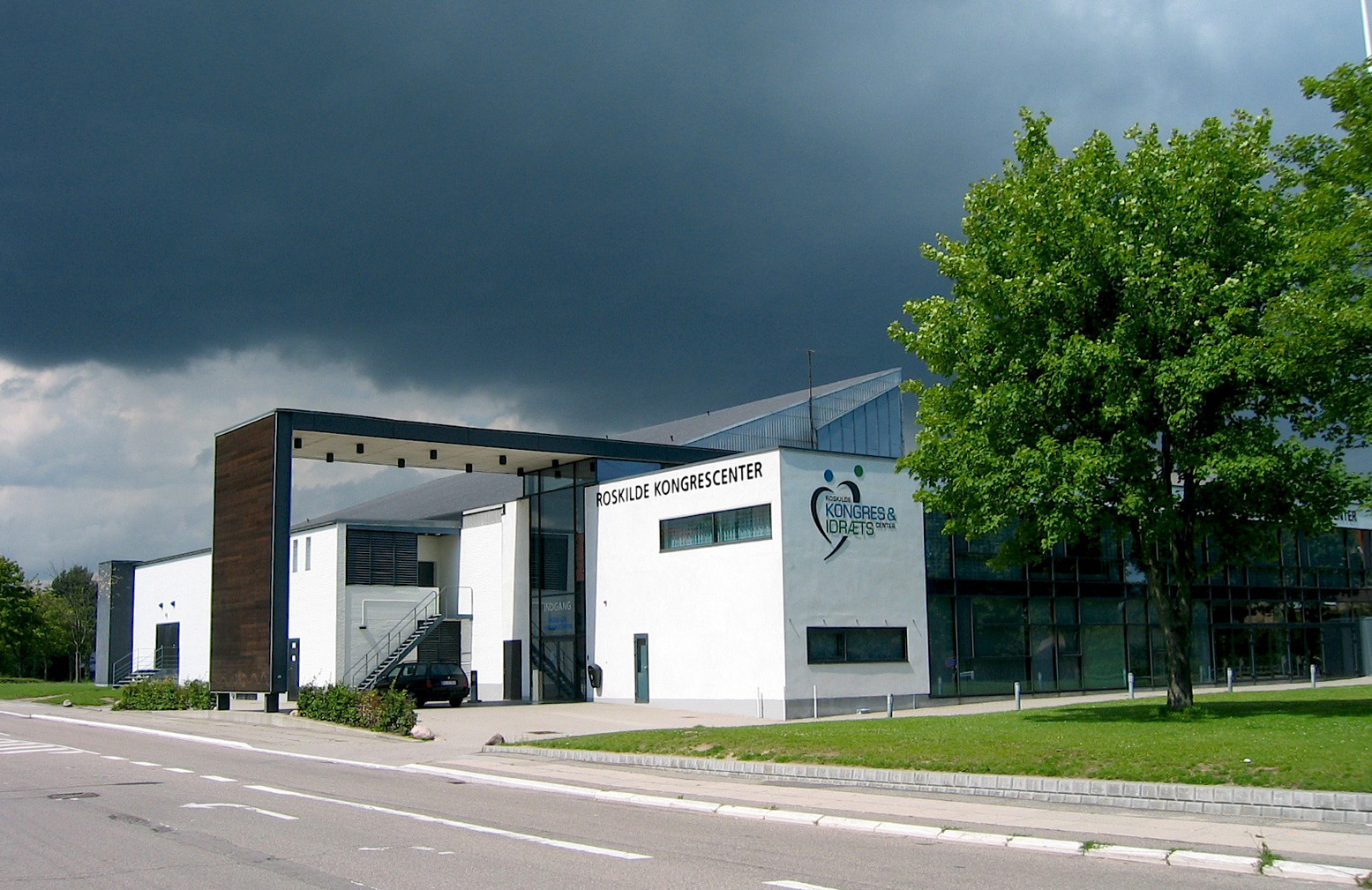
Centrum kongresowo-sportowe

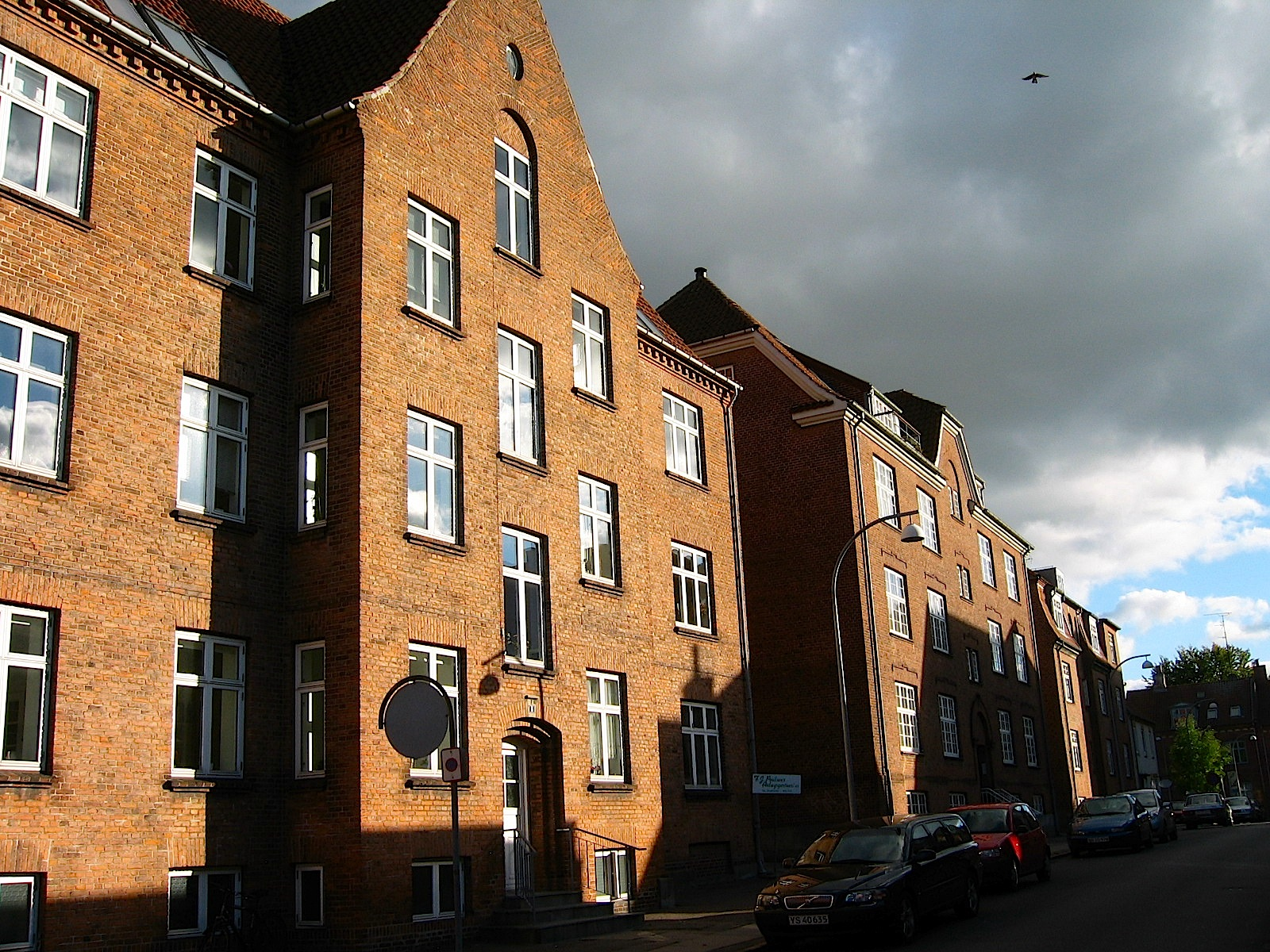
Zabudowa z pocz. XX w. w centrum miasta

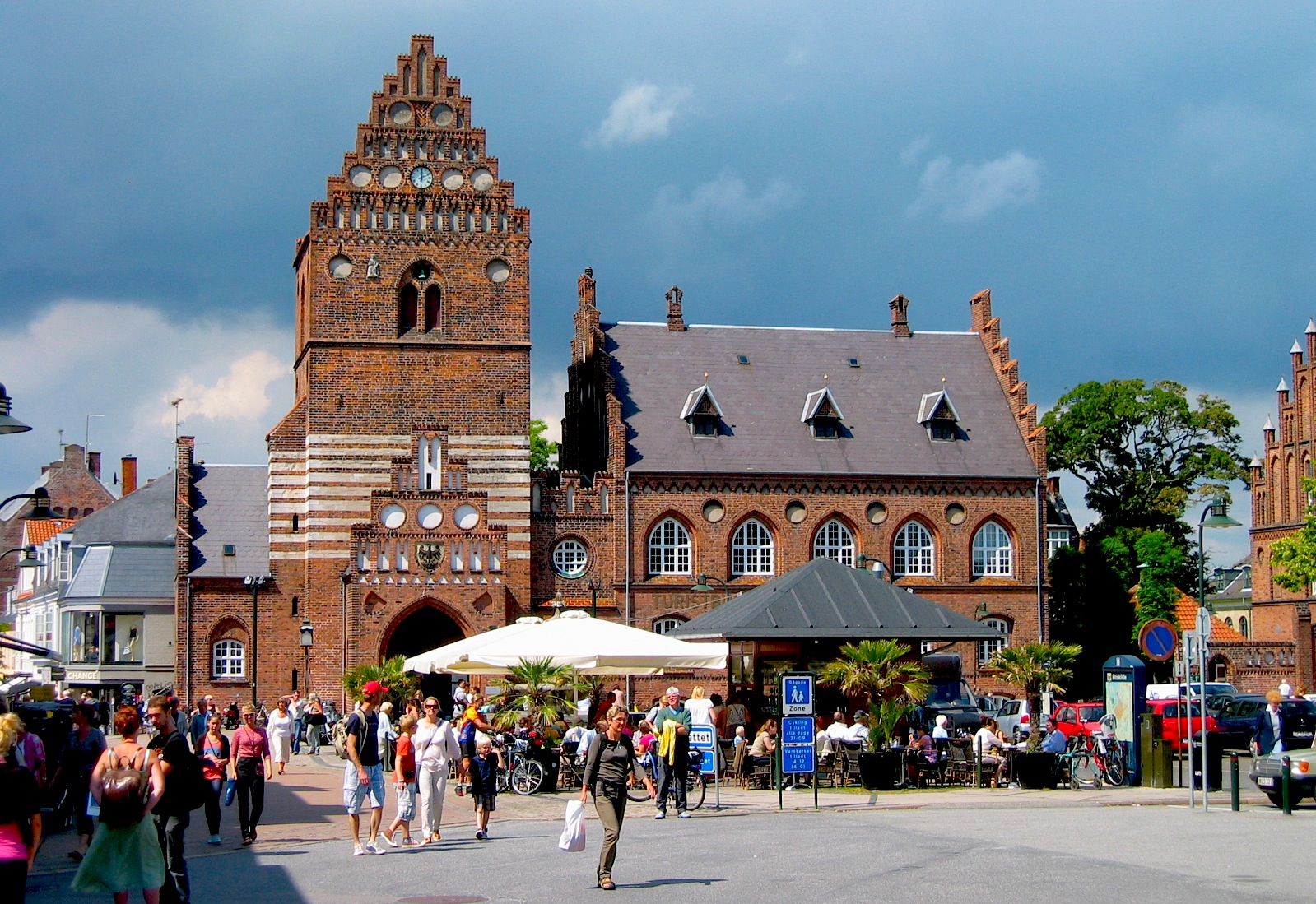
Stary ratusz

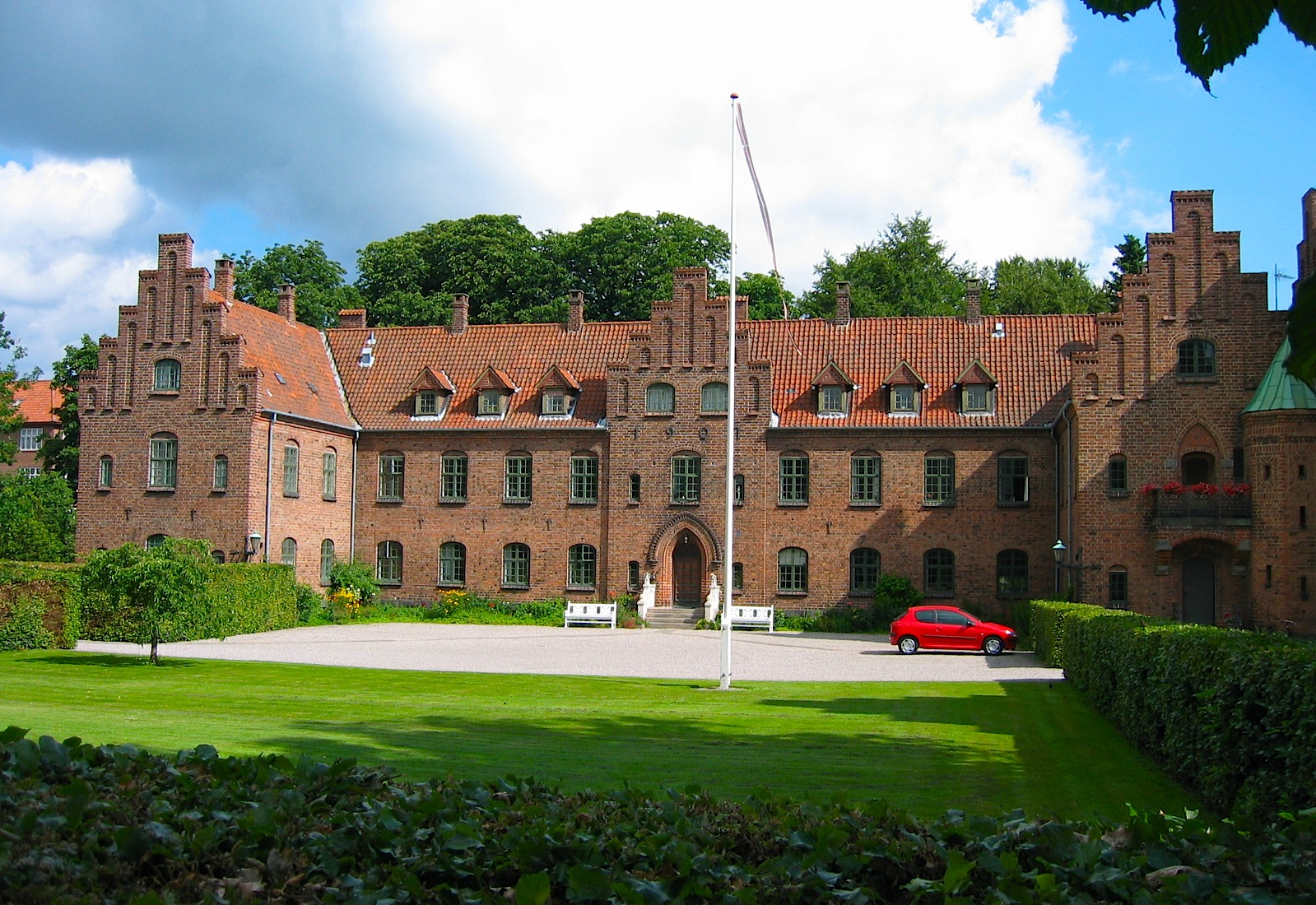
Klasztor

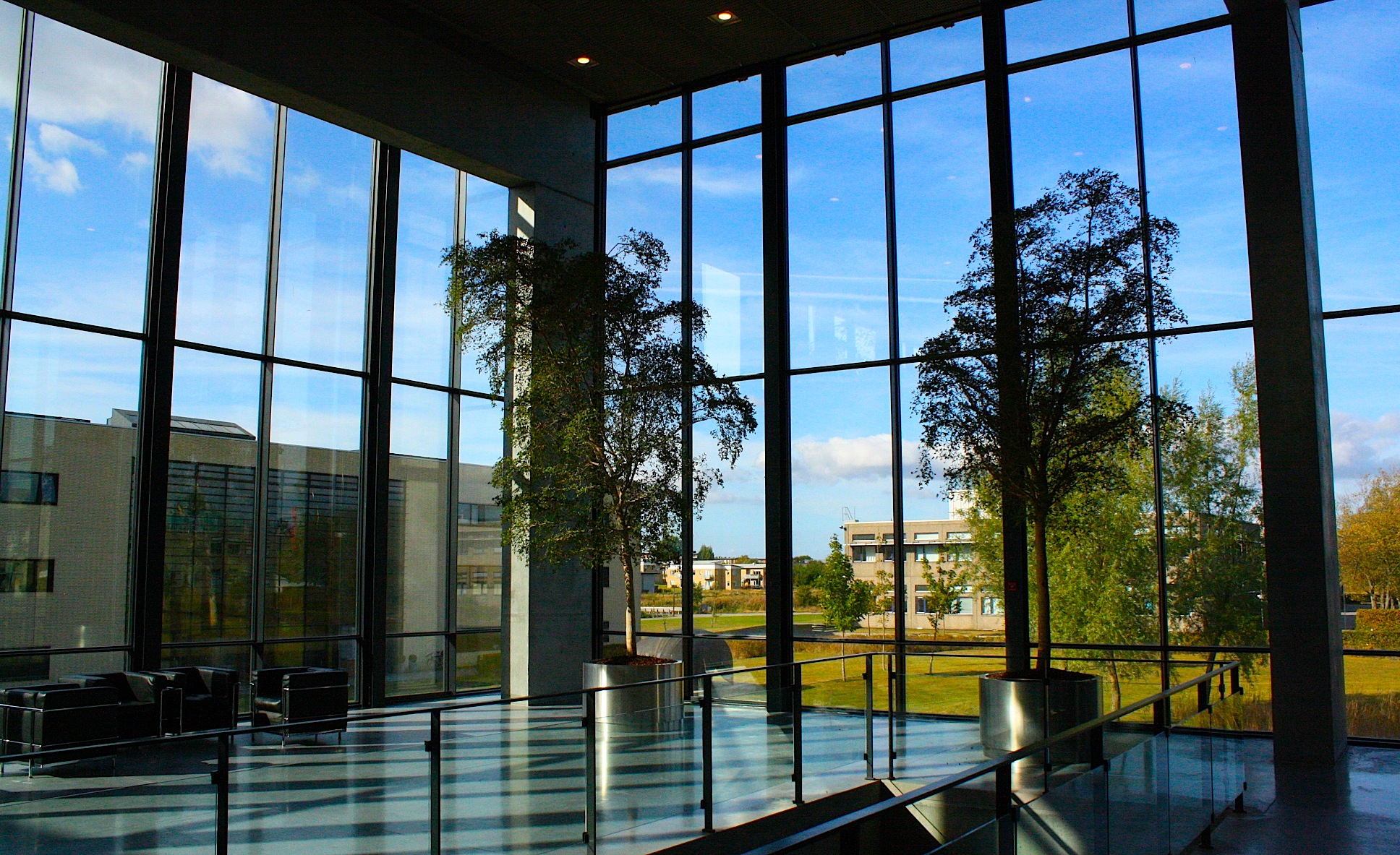
Biblioteka Uniwersytecka

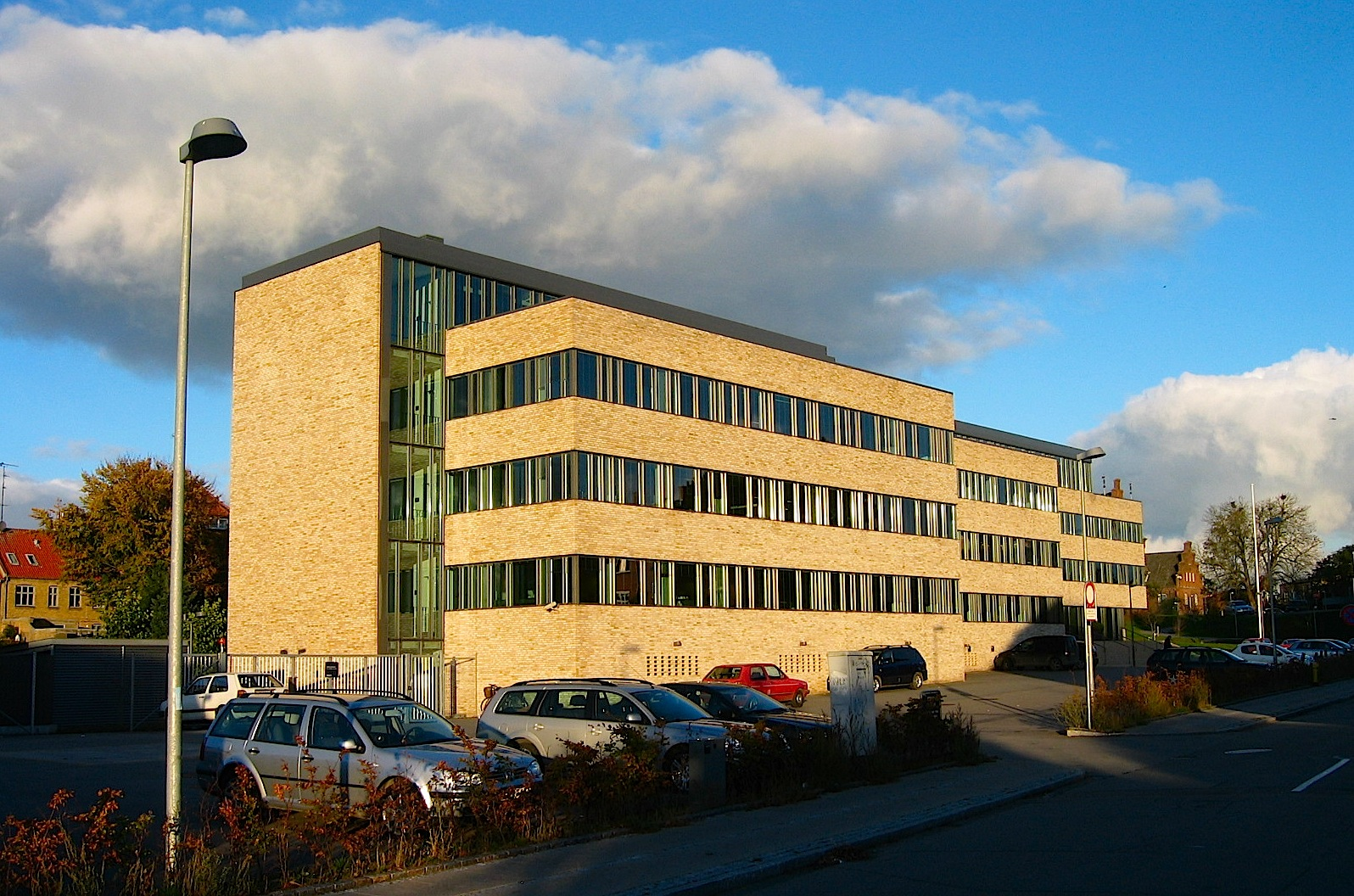
Nowa komenda policji

Roskilde – duńskie miasto położone na Zelandii, 30 km na zachód od Kopenhagi, w regionie Zelandia, siedziba gminy Roskilde. Obecnie miasto liczy ponad 45 tys. mieszkańców i funkcjonuje jako miasto satelickie Kopenhagi. Roskilde leży na ruchliwej trasie kolejowej z Kopenhagi na Jutlandię, obsługiwanej przez liczne połączenia lokalne i dalekobieżne. W mieście znajduje się też krajowe lotnisko cywilne, z reguły nie obsługujące ruchu turystycznego. W mieście rozwinął się przemysł papierniczy, poligraficzny, maszynowy, spożywczy oraz hutniczy. 
Miasto jest położone na południowym wybrzeżu fiordu Roskilde Fjord. Do głównych atrakcji turystycznych należą muzeum-skansen poświęcony wikingom i gotycka katedra, miejsce pochówku monarchów duńskich.

## Historia

### Do 1536
Okolice Roskilde były zamieszkane ok. 12 000–14 000 lat temu. W VI w. na brzegach fiordu na miejscu obecnego miasta istniały siedliska ludzkie tworzące osady portowo-handlowe. Odnośnie do najwcześniejszych początków miasta zachowały się skąpe przekazy pisane. W kronice Adama z Bremy znalazły się informacje o pierwszym pochówku królewskim w kościele istniejącym na miejscu obecnej katedry w Roskilde, gdzie ok. 987 r. pogrzebano króla Haralda Sinozębego, który zmarł na Wolinie. Siedem lat wcześniej Harald Sinozęby przeniósł stolicę kraju z Jelling do Roskilde i wybudował w mieście rezydencję królewską i kościół (późniejszą katedrę), w którym później spoczął. Około 1020 r. miasto stało się siedzibą biskupa, a wkrótce i centrum Kościoła duńskiego. W 1070 r. Adam z Bremy nazwał Roskilde największym miastem Zelandii i królewską rezydencją Duńczyków. W XII w. miasto było otoczone wałami i fosą. W mieście znajdowało się wtedy 12 kościołów i 6 klasztorów.
W 1135 roku Roskilde stało się zdobyczą księstwa pomorskiego. 
W 1157 Roskilde stało się widownią bratobójczej walki o władzę tzw. krwawej łaźni w Roskilde, kiedy to w mieście zamordowany został z rozkazu króla Swena Grade król Kanut V. Okres ten był jednak pomyślny dla gospodarczego rozwoju miasta. Zainicjowano wtedy budowę nowej katedry, którą ukończono sto lat później. Roskilde było wtedy także intelektualnym centrum przeduniwersyteckiej Danii. Działał tutaj najsłynniejszy duński kronikarz Saxo Grammaticus, istniała znana z wysokiego poziomu nauczania szkoła katedralna.
W 1319 r. w Roskilde zmarł król Eryk Menved. Miasto utraciło funkcje stołeczne, kiedy w 1443 r. król Krzysztof III przeniósł swoją siedzibę do Kopenhagi, a w 1536 r. to samo zrobił biskup. Od tego czasu datowane są stopniowy upadek znaczenia miasta i stagnacja gospodarcza, mimo ratyfikacji w 1419 r. przywilejów królewskich i zwolnienia kupców z Roskilde od ceł na terenie całej Danii, poza Skanią. Oznaką upadku znaczenia miasta był też fakt założenia pierwszego duńskiego uniwersytetu w Kopenhadze, a nie w Roskilde. Port w fiordzie w Roskilde okazał się zbyt płytki dla większych statków, które omijały miasto i zawijały do Kopenhagi.
14 maja 1443 roku miał również miejsce pożar, który ogarnął i zniszczył znaczną część Roskilde, uszkadzając częściowo katedrę.
Ostatnim aktem przesądzającym o upadku znaczenia miasta była reformacja i niepokoje społeczne przez nią wywołane. W Roskilde doszło do splądrowania pałacu ostatniego katolickiego biskupa Roskilde i uwięzienia go, a wiele kościołów i klasztorów zostało zburzonych. Roskilde stoczyło się z pozycji centrum politycznego i duchowego kraju do roli miasta prowincjonalnego.

### Lata 1536–1850
Po zapaści spowodowanej reformacją, mimo że miasto nigdy już nie odzyskało wiodącej pozycji z wieków poprzednich, to powoli jednak zaczęła wychodzić ze stagnacji gospodarka. Roskilde nadal odgrywało ważną rolę centrum handlowego środkowej Zelandii. Oprócz cotygodniowych targów odbywały się tutaj 2 wielkie targi doroczne. Położenie miasta na trakcie prowadzącym z zachodu kraju do Kopenhagi pozwalało miastu utrzymać pewną pozycję gospodarczą w skali kraju.
Rozwój gospodarczy, który przyczynił się do wzrostu dobrobytu miasta został przerwany w połowie XVII w. wojnami prowadzonymi wtedy przez Danię. Roskilde stało się miastem garnizonowym i zostało obłożone ciężarami obsługiwania stacjonujących w prywatnych domach żołnierzy. Na dodatek gwałtowne pożary trawiły miasto w 1647 i 1660 r. Podczas epidemii zarazy w latach 1652–1654 zmarło 20% mieszkańców. W 1658 r. Dania przeżyła najazd szwedzki. Miasto zostało okupowane przez Szwedów i złupione, mimo podpisanego w Roskilde pokoju duńsko-szwedzkiego. Nie oszczędzono również katedry, z której złupiono m.in. złotą suknię Małgorzaty I. 
Po wycofaniu się Szwedów w 1660 r. miasto weszło w okres głębokiej zapaści gospodarczej trwającej przez najbliższe 40 lat, spowodowanej wojną, nadmiernymi podatkami i brakiem zainteresowania króla udzieleniem pomocy miastom prowincjonalnym, mimo petycji mieszkańców wręczonej osobiście Chrystianowi V w 1679 r. W Roskilde było wtedy wiele zrujnowanych i opuszczonych domów, na odbudowę których nie było środków własnych.
Na początku XVIII w. sytuacja miasta zaczęła się powoli poprawiać, jednak w 1711 r. w mieście wybuchła zaraza, która pochłonęła ok. 200 z 1200 mieszkańców. W latach 1731 i 1735 miasto zostało strawione przez dwa wielkie pożary. Przepadły wtedy archiwa miejskie przechowywane w ratuszu. Tym razem miasto uzyskało jednak pomoc finansową od państwa i dzięki niej udało się przeprowadzić jego odbudowę. W 1753 r. dokonano spisu ludności, który wykazał 1550 mieszkańców w Roskilde (w 1696 r. miasto miało 972 mieszkańców). W latach 1770–1773 wybudowano nową drogę łączącą Roskilde z Kopenhagą. Miasto miało wtedy charakter osady rolniczo-handlowej.
Ten spokojny okres w historii Roskilde skończył się w 1807 r., kiedy po zawarciu przymierza duńsko-francuskiego wojska brytyjskie pod dowództwem generała Wellesleya okupowały miasto. Musiały się jednak wycofać, a ich miejsce w 1808 r. zajęły oddziały hiszpańskie w służbie Napoleona. Po zakończeniu wojen napoleońskich nastąpił spokojny okres w historii miasta, które stopniowo zaczynało rosnąć, zarówno pod względem gospodarczym, jak i w liczbie mieszkańców. W 1817 r. Roskilde liczyło 2100 mieszkańców, w 1840 r. – 3138. W 1828 r. założona została lokalna gazeta Roeskilde Avis, kasa oszczędnościowa powstała w 1833, założono także Towarzystwo Upiększania Miasta. W 1847 r. Roskilde zostało połączone z Kopenhagą koleją żelazną. Podróż trwała 4 godziny.

### 1850–1945
Druga połowa XIX w. była okresem industrializacji Roskilde. Powstało wiele zakładów przemysłowych. W 1872 r. miasto dysponowało 19 zakładami zatrudniającymi 199 osób. Były wśród nich: fabryka papieru, odlewnia żelaza i fabryka maszyn. W 1919 r. liczba zakładów przemysłowych w mieście wzrosła do 30, a liczba zatrudnionych do 689. Był to też okres rosnących napięć i konfliktów społecznych. W latach 1875–1905 w Roskilde odnotowano 26 strajków, najczęściej na tle płacowym. W II połowie XIX w. Roskilde posiadało połączenie morskie (promy pływające wzdłuż fiordu) z resztą wyspy. Wraz z rozbudową kolei straciło ono jednak na znaczeniu i zostało w końcu zlikwidowane, a Roskilde stało się ważnym centrum kolejowym na Zelandii. W 1867 r. ze stacji w Roskilde odjechało niemal 69 tys. pasażerów, a w 1918 r. liczba ta wynosiła nieco poniżej 400 tys.
W sierpniu 1943 r., po zerwaniu współpracy przez rząd duński z okupującymi Danię Niemcami, w mieście zaczęły powstawać zalążki ruchu oporu: ukazywała się podziemna prasa, odbierano zrzuty lotnicze w pobliżu miasta. W maju 1945 r. miasto zostało wyzwolone przez oddziały brytyjskie.

### Współczesność
Okres powojenny charakteryzował się dynamicznym rozwojem gospodarczym zapoczątkowanym w 1947 r. W mieście powstawały nowe dzielnice mieszkaniowe, co sprawiło, że liczba mieszkańców osiągnęła 30 tys. w 1958 r. Trend ten był kontynuowany w latach następnych.
W 1972 r. Roskilde stało się miastem uniwersyteckim, otrzymując wyższą uczelnię (Uniwersytet Roskilde, RUC), która jest ośrodkiem kształcenia studentów duńskich i zagranicznych, w tym Polaków (zob. uczelnie w Danii).
Każdego lata, począwszy od 1971, w mieście organizowany jest festiwal muzyki rockowej.

## Zabytki i atrakcje turystyczne
- Katedra (Domkirke) – w 1995 r. wpisana na listę światowego dziedzictwa UNESCO.
- Kościół NMP (Vor Frue Kirke) – według Saxo Gramatyka kościół powstał w XI w., a ok. 1160 r. przy kościele wyrósł klasztor żeński. Obecnie istnieje jedynie kościół, gotycki, jednonawowy z wieżą. Świątynia została przebudowana w XIII w., kiedy dobudowano też wieżę. Po pożarze w 1599 r. kościół został odbudowany w nieco skromniejszej postaci, a podczas przebudowy w XIX w. jego powierzchnia została jeszcze bardziej zredukowana.
- Kościół św. Jakuba (Skt. Ibs Kirke) – z XII w. Jako kościół funkcjonował do 1808, kiedy został zamieniony na szpital. W 1815 r. został sprzedany kupcowi, który kazał rozebrać wieżę, chór kościoła i kruchtę. Budynek służył jako magazyn. Od 1884 r. budynek stoi nieużywany.
- Kościół św. Jerzego na Górce (Skt. Jørgensbjerg Kirke) – w średniowieczu był kościołem parafialnym, portowym oraz szpitalnym. Został wybudowany w XII w. w stylu romańskim, później dobudowano gotycką wieżę i kruchtę.
- Ratusz (Rådhus) – pochodzi z 1885, ale wieża jest pozostałością gotyckiego kościoła św. Wawrzyńca. Budynek ratusza zaprojektowano w stylu neogotyckim przypominającym architekturę wieży.
- Muzeum Roskilde (Roskilde Museum) – lokalne muzeum historyczne zajmujące się gromadzeniem eksponatów z historii miasta i okolic.
- Pałac Królewski (Det Kongelige Palæ) – pałac mieszczący się obok katedry. Powstał w 1733 r. według projektu Lauridtsa de Thuraha. Dawniej służył jako rezydencja królewska podczas wizyt duńskiej rodziny królewskiej w Roskilde, później jako pałac biskupi. W pałacu mieszczą się różne muzea m.in. Muzeum Sztuki Współczesnej i inne.
- Klasztor (Roskilde Kloster) – z XVI/XVII w. z dobudowanym skrzydłem z 1907 r. Powstał jako instytucja dla panien stanu szlacheckiego.
- Muzeum Łodzi Wikingów (Vikingeskibsmuseet) – muzeum zajmujące się historią okrętów wikingów. Posiada współczesne rekonstrukcje łodzi wikingów i fragmenty 5 łodzi znalezionych w fiordzie koło Roskilde.
- Stacja kolejowa (Roskilde Station) – najstarsza zachowana stacja kolejowa w Danii z 1847 r.
- Makieta średniowiecznego Roskilde (Roskilde miniby) – Roskilde ok. 1400 r.

## Herb Roskilde
W polu srebrnym orzeł (lub jastrząb) czarny z dziobem, szponami i przepaską złotymi. Pod nim mury miasta czerwone wypełnione wodą błękitną, a na niej trzy kwiaty (róże) czerwone. Herb ten istniał jako pieczęć miejska w roku 1286. W opisanej wyżej postaci herb miasta został oficjalnie zatwierdzony w 1938 r.
Orzeł (lub jastrząb) ponad murami miejskimi miał symbolizować potęgę miasta. Jeżeli jest to jastrząb, to mógł on być odniesieniem do pierwszego targowiska w Roskilde, Høgekøbing (Jastrzębiska). Woda w obrębie murów miejskich oznaczać miała źródło miejskie, najpewniej Maglekilde, a trzy róże w niej pływające – Trójcę Św., kolor czerwony zaś Krew Chrystusową.

## Burmistrzowie Roskilde
Urząd burmistrza Roskilde wybieranego w wyborach powszechnych został wprowadzony w 1919 r. (na miejsce urzędu burmistrza mianowanego przez króla).
Lista burmistrzów Roskilde od 1919 r.:
- 1919–1928: Jørgen Christian Sørensen (1871–1928)
- 1928–1929: Hans Christiansen (1862–1949)
- 1929–1946: Valdemar Nørregaard (1873–1954)
- 1946–1950: William Villumsen (1889–1969)
- 1950–1962: Henning Løve Jørgensen (1889–1963)
- 1962–1966: Børge Juel Hansen (1921–1981)
- 1966–1974: Arthur Jacobsen (1909–1988)
- 1974–1976: Grethe Munk (1928-1976)
- 1976–1978: John Oluf Iversen (1923-2008)
- 1978–1986: Lisbeth Olsen (1918-1988)
- 1986–2001: Henrik Christiansen (1938-2001)
- 2001: Jette Christensen
- 2002–2005: Bjørn Dahl (1958–2011)
- 2005–2011: Poul Lindor Nielsen (ur. 1945)
- od 2011: Joy Mogensen (ur. 1980)